# مدرسه خصوصی
مدارس خصوصی، یا مدارس مستقل یا غیردولتی توسط دولت‌های ملی، ایالتی یا محلی اداره نمی‌شوند، زین رو مجازند دانش‌آموزان خود را برگزینند و بودجه‌شان را به جای اتکا به مالیات اجباری از بودجه عمومی به طور کلی یا جزئی از طریق شهریه‌ای که از دانش آموزان دریافت می‌کنند تأمین می‌کنند. در برخی مدارس خصوصی ممکن است دانش آموزان بسته به استعدادشان (درسی، هنری، ورزشی و غیره)، نیاز مالی یا بورسیه‌های اعتبار مالیاتی بتوانند بورسیه دریافت کنند که هزینه‌ها را ارزان کند.